# Ambulyx immaculata
Ambulyx immaculata är en fjärilsart som beskrevs av Clark 1924. Ambulyx immaculata ingår i släktet Ambulyx och familjen svärmare. Inga underarter finns listade i Catalogue of Life.